# Berengario Raimondo II di Barcellona
Berengario Raimondo, detto il Fratricida (el Fratricida). Bérenger Raimond in francese, Berenguer Ramon in catalano, Berenguer Ramón in spagnolo, Berenguer Remón in aragonese e Berenguer Raimundo in portoghese e in galiziano. Berengarius Raimundus in latino (1054 – Terra santa, dopo il 20 giugno 1097), fu conte di Barcellona, Gerona e Osona dal 1076 al 1097.

## Origine
Secondo il Gesta Comitum Barchinonensium era figlio primogenito assieme al fratello gemello Raimondo Berengario, del conte di Barcellona, Gerona e Osona Raimondo Berengario I e di Almodis de La Marche, figlia di Bernardo I de la Marche (circa 991 - 16 giugno 1047) conte de la Marche e di Périgord e di Amelia de Rasés (? - † 1053). Il nome della madre, ripreso da un documento del 1053 ("Almodis comitissa, filia que es Amelie comitisse") è citato dallo storico José Enrique Ruiz Domenec nel suo libro Quan els vescomtes de Barcelona eren (Barcelona, 2006) a pag. 320.
Raimondo Berengario I di Barcellona, come ci conferma l'Ex Gestis Comitum Barcinonensium, era il figlio maschio primogenito del conte di Barcellona, Gerona, Osona Berengario Raimondo I e della sua prima moglie, Sancha Sánchez di Castiglia, che, secondo lo storico medievalista spagnolo Fray Justo Pérez de Urbel y Santiago (Justo Pérez de Urbel), era figlia del conte di Castiglia Sancho Garcés e della moglie Urraca Gomez.

## Biografia

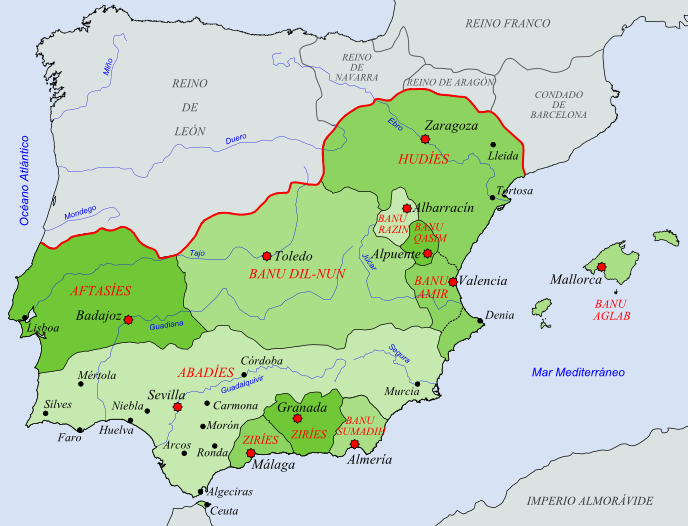
La penisola iberica alla fine del secolo XI. Al-Andalus è diviso in circa undici emirati (regni di Taifa)

Berengario Raimondo, con il gemello Raimondo Berengario e il fratellastro Pietro Raimondo (1050-1073), compare citato in due documenti di donazioni, fatte dai genitori, Raimondo Berengario I e Almodis: una prima volta, nel 1054, nella Colleció Diplomática de la casa de Temple de Barberà; una seconda volta nel documento n° CCLXXIV, del Cartulaire de l'abbaye de Lérins, 1ère partie, del 1068.
Il fratellastro Pietro Raimondo (1050-1073), il legittimo erede di Raimondo Berengario I, figlio della prima moglie di Raimondo Berengario I, Isabella, pur essendo molto affezionato ad Almodis, che gli aveva fatto da madre, temeva che la matrigna si adoperasse affinché il titolo comitale passasse ai suoi due figli, i gemelli Raimondo Berengario e Berengario Raimondo, così nel 1071 la assassinò, strangolandola. L'avvenimento è confermato dal Los Condes de Barcelona Vindicados, Tomos II, che cita il necrologio del monastero di San Cucufate il giorno 17 novembre
Pietro Raimondo per il suo crimine fu diseredato ed esiliato, e anche papa Gregorio VII, appena eletto, nel 1073 gli inflisse una penitenza per l'uccisione della matrigna.
Sempre secondo il Gesta Comitum Barchinonensium il padre Raimondo Berengario I, prima di morire stabilì che il suo gemello, Raimondo Berengario, fosse il suo erede, quindi il primogenito rispetto a Berengario Raimondo. Anche il testamento di Raimondo Berengario I, pubblicato nel novembre del 1076, faceva riferimento ai due figli, citando prima Raimondo Berengario e poi Berengario Raimondo (duobus filiis suis…Raimundo Berengarii et Berengario Raimundi).
Nel 1076, alla morte del padre, gli subentrò unitamente al fratello gemello, Raimondo Berengario, nei titoli e nel governo delle contee, in posizione subalterna al fratello, come da disposizioni testamentarie. Il fatto che i due fratelli governassero assieme è confermato da una donazione fatta al monastero di San Pedro di Siresa (Monasterio de San Pedro de Siresa) da Sancho I re di Aragona, re di Pamplona e conte di Sobrarbe e Ribagorza, in cui cita i due conti di Barcellona.
Dato che governare insieme non era facile, stabilirono di dividersi le zone di competenza e di risiedere a turno, per periodi di sei mesi, nel palazzo comitale; ma il rapporto con il gemello rimase sempre conflittuale, specialmente per ciò che riguardava le conquiste territoriali, perché colui che le effettuava, tendeva a non dividerle con il fratello.
Nel 1077 il fratello gemello realizzò una spedizione contro Murcia, che apparteneva al re musulmano di Siviglia, e contro i re di Toledo, Granada e Malaga, che erano però alleati del re di León e Castiglia Alfonso VI; la spedizione risultò un disastro.
Alleatosi con la contea d'Urgell e con il re saraceno di Lleida, attaccò la taifa di Saragozza, governata da al-Muqtadir, riportando alcuni successi, che permisero di conquistare Sidamon e Torregrossa, e Conca de Barberà, permettendo così di ripopolare L'Espluga de Francolí, che risultava ripopolata, nel 1079.
Nel 1081, secondo The World of El Cid: Chronicles of the Spanish Reconquest, arrivò alla corte di Barcellona il Cid, che era stato esiliato dalla Castiglia dal re Alfonso VI, e si offrì di mettersi al servizio della contea di Barcellona, assieme ai suoi fedeli; ma Berengario Raimondo ed il gemello Raimondo Berengario rifiurarono.
Il Campeador, allora, offrì i suoi servizi ad al-Muqtadir, re di Saragozza, che era tributario del regno di Castiglia, e poi, dopo la sua morte, al figlio di quest'ultimo. Al-Mutamín, che dovette affrontare una coalizione formata da al-Mundir, fratello di Al-Mutamín, e sovrano di Lleida, Tortosa e Dénia, il re d'Aragona Sancho Ramírez e la contea di Barcellona.
Nella battaglia di Almenar (1082) sconfisse la coalizione e fece prigioniero il conte di Barcellona, Raimondo Berengario II, che dopo poco tempo fu liberato a seguito del pagamento del riscatto.
Il 5 dicembre 1082 il suo gemello, il conte Raimondo Berengario II fu assassinato, mentre da Barcellona si recava a Girona, nell'attraversamento di un folto bosco, sembra da uno degli accompagnatori, e secondo la voce popolare, su ordine del conte Berengario Raimondo II (definito dal Gesta Comitum Barchinonensium frutto di una vipera), che secondo la Crónica de San Juan de la Peña, Berengario Raimondo avrebbe assassinato il fratello gemello, Raimondo Berengario), che dopo quell'avvenimento fu denominato il Fratricida.
La morte del fratello però non gli consentì di ampliare il suo potere, per l'opposizione del siniscalco di Catalogna, Guglielmo Raimondo e del conte di Cerdagna, Guglielmo;secondo l'Inquisitio circa comitatum Carcassonæ quomodo pervenerit ad comites Barcinonenses, i notabili della contea di Carcassonne, di cui Raimondo Berengario II era titolare, rifiutarono di riconoscere Berengario Raimondo II, e nominarono visconte, Bernardo Atto della famiglia Trencavel.
Nel 1084, vicino a Morella, alleatosi nuovamente con il re di Aragona Sancho Ramírez e al-Mundir, il sovrano di Lleida, Tortosa e Dénia, subì un'altra sconfitta dal Cid.
Nel 1086 fu raggiunto un compromesso per la successione alla parte di regno che era stata di competenza di suo fratello gemello. Berengario Raimondo II fu nominato tutore del figlio postumo di Raimondo Berengario II, anche lui chiamato Raimondo Berengario, sino a che quest'ultimo non avesse raggiunto la maggior età.
Il Cid ritornato al servizio del re di Saragozza sconfisse un'altra volta il re di Lleida, facendo prigioniero, nella battaglia della pineta di Tévar (Batalla de Tébar), due chilometri a nord di Monroyo (1090), il suo alleato il conte di Barcellona, Berengario Raimondo II; rimettendolo però subito in libertà nacque un'amicizia sincera che portò alla concessione al Cid del protettorato di tutte le province musulmane a sudovest della Catalogna, praticamente i regni di Saragozza e Lerida, che continuarono ad esistere solo formalmente e, nel 1103, al matrimonio tra il nipote di Berengario Raimondo, il conte, Raimondo Berengario III e la figlia di Rodrigo, Maria.
Nel 1091 Berengario Raimondo occupò la città di Tarragona, portando così il confine della contea al fiume Ebro. In seguito a questa conquista Berengario Raimondo offrì al papa Giovanni XV non solo Tarragona, ma tutte le sue contee, che il papa accettò e restituì al conte come feudi.
Nell'inverno 1096/1097, secondo The World of El Cid: Chronicles of the Spanish Reconquest, Berengario Raimondo fu giudicato colpevole di fratricidio, a seguito di un duello sostenuto alla corte del Re di León e Castiglia Alfonso VI.
Dopo che il nipote Raimondo Berengario III aveva raggiunto la maggiore età e, forse anche per la sconfitta subita che lo indicava mandante dell'omicidio del fratello gemello, Berengario Raimondo, nel 1097, dopo avere associato al governo della contea il nipote, gli cedette il governo e lasciò la contea, prendendo parte alla prima crociata, come altri due suoi fratellastri uterini (figli della stessa madre, Almodis de La Marche), Raimondo di Saint-Gilles, conte di Tolosa, figlio del conte di Tolosa Ponzio, e Ugo VI, signore di Lusignano, figlio del signore di Lusignano, Ugo V detto il Pio.
Morì, nel corso della spedizione, ma, dopo che ebbe lasciato la contea, non si hanno altre notizie; non si conosce l'anno esatto della morte, senz'altro, dopo il 1097) (secondo il necrologio del monastero di Ripoll morì il 20 giugno a Gerusalemme), e, non avendo eredi, il nipote, ormai maggiorenne, gli succedette.

## Discendenza
In quanto alla sua discendenza, di Berengario Raimondo non si conosce né il nome di una moglie né di qualsiasi figlio.

## Ascendenza
|                                      |                          |                          | Genitori               |  |  | Nonni |  |  | Bisnonni                 |  |  | Trisnonni              |  |
|                                      |                          |                          |                        |  |  |       |  |  | Borrell II di Barcellona |  |  | Sunyer I di Barcellona |  |
|                                      |                          |                          |                        |  |  |       |  |  | Borrell II di Barcellona |  |  | Sunyer I di Barcellona |  |
|                                      |                          | Riquilda di Rouergue     |                        |  |  |       |  |  | Borrell II di Barcellona |  |  |                        |  |
| Berengario Raimondo I di Barcellona  |                          |                          |                        |  |  |       |  |  | Borrell II di Barcellona |  |  |                        |  |
|                                      |                          | Ermesinda di Carcassonne | Ruggero I di Comminges |  |  |       |  |  |                          |  |  |                        |  |
|                                      |                          | Ermesinda di Carcassonne | Ruggero I di Comminges |  |  |       |  |  |                          |  |  |                        |  |
|                                      |                          | Ermesinda di Carcassonne | Adelaide di Gévaudan   |  |  |       |  |  |                          |  |  |                        |  |
| Raimondo Berengario I di Barcellona  |                          | Ermesinda di Carcassonne |                        |  |  |       |  |  |                          |  |  |                        |  |
|                                      |                          | Sancho Garcés            | García Fernández       |  |  |       |  |  |                          |  |  |                        |  |
|                                      |                          | Sancho Garcés            | García Fernández       |  |  |       |  |  |                          |  |  |                        |  |
|                                      |                          | Sancho Garcés            | Ava di Ribagorza       |  |  |       |  |  |                          |  |  |                        |  |
| Sancha Sánchez di Castiglia          |                          | Sancho Garcés            |                        |  |  |       |  |  |                          |  |  |                        |  |
|                                      |                          | Urraca Gomez             | Gómez Diaz di Saldaña  |  |  |       |  |  |                          |  |  |                        |  |
|                                      |                          | Urraca Gomez             | Gómez Diaz di Saldaña  |  |  |       |  |  |                          |  |  |                        |  |
|                                      |                          | Urraca Gomez             | …                      |  |  |       |  |  |                          |  |  |                        |  |
| Berengario Raimondo II di Barcellona |                          | Urraca Gomez             |                        |  |  |       |  |  |                          |  |  |                        |  |
|                                      | Adalberto I de La Marche | Bosone I de La Marche    |                        |  |  |       |  |  |                          |  |  |                        |  |
|                                      | Adalberto I de La Marche | Bosone I de La Marche    |                        |  |  |       |  |  |                          |  |  |                        |  |
|                                      | Adalberto I de La Marche | Emma di Périgord         |                        |  |  |       |  |  |                          |  |  |                        |  |
| Bernardo I de La Marche              | Adalberto I de La Marche |                          |                        |  |  |       |  |  |                          |  |  |                        |  |
|                                      |                          | …                        | …                      |  |  |       |  |  |                          |  |  |                        |  |
|                                      |                          | …                        | …                      |  |  |       |  |  |                          |  |  |                        |  |
|                                      |                          | …                        | …                      |  |  |       |  |  |                          |  |  |                        |  |
| Almodis de La Marche                 |                          | …                        |                        |  |  |       |  |  |                          |  |  |                        |  |
|                                      |                          | …                        | …                      |  |  |       |  |  |                          |  |  |                        |  |
|                                      |                          | …                        | …                      |  |  |       |  |  |                          |  |  |                        |  |
|                                      |                          | …                        | …                      |  |  |       |  |  |                          |  |  |                        |  |
| Amelia                               |                          | …                        |                        |  |  |       |  |  |                          |  |  |                        |  |
|                                      |                          | …                        | …                      |  |  |       |  |  |                          |  |  |                        |  |
|                                      |                          | …                        | …                      |  |  |       |  |  |                          |  |  |                        |  |
|                                      |                          | …                        | …                      |  |  |       |  |  |                          |  |  |                        |  |
|                                      |                          | …                        |                        |  |  |       |  |  |                          |  |  |                        |  |

### Fonti primarie
- (LA)  Chronicon sancti Maxentii Pictavensis, Chroniques des Eglises d'Anjou.
- (LA)  Cartulaire de l'abbaye de Lérins, 1ère partie.
- (LA)  Rerum Gallicarum et Francicarum Scriptores, tomus XI.
- (LA)  Rerum Gallicarum et Francicarum Scriptores, tomus XII.

### Letteratura storiografica
- Rafael Altamira, Il califfato occidentale, in "Storia del mondo medievale", vol. II, 1999, pp.477–515
- E.W. Watson, Losviluppo dell'organizzazione ecclesiastica e le sue basi economiche, in "Storia del mondo medievale", vol. V, 1999, pp.425–460
- Rafael Altamira, La Spagna (1031-1248), in "Storia del mondo medievale", vol. V, 1999, pp.865–896
- (ES)  Los Condes de Barcelona Vindicados, Tomos II.
- (LA)  Marca Hispanica.
- (CA)  Crónica de San Juan de la Peña.
- (EN)  The World of El Cid: Chronicles of the Spanish Reconquest.